# Namanganum
Namanganum là một chi bướm đêm thuộc họ Noctuidae.